# Георги Мицков
Георги Христов Мицков е български поет и преводач.

## Биография
Георги Мицков е роден на 3 април 1921 година в Пазарджик в българско македонско емигрантско семейство. Баща му е деец на ВМРО. Мицков израства в Белово. Завършва гимназия, романска филология и философия в София. Бащата на Георги Мицков напуска страната до края на живота си. Поради това и Мицков-син е преследван от тоталитарния режим. По-малкият му брат е убит в Пазарджишкия затвор през 1951 г., а майка му умира от сърдечен удар.
Мицков е хомосексуален.
След затвор и лагер, Георги Мицков живее изолирано години наред. Жителство в София не му се разрешава, нито професионална реализация. Чрез познати намира работа като общ работник в един от горските домове на Витоша. Много от приятелите му го изоставят поради страх от преследване. Междувременно развива дългогодишна преводаческа практика и превежда на български език десетки световни автори. От 1957 г. е кореспондент на белгийското списание „Център за поетически изследвания“ – издание на кралската библиотека на Белгия.
От 1960 г. е постоянен член на журито на фондация „Биенал интернасионал дьо ла поези“ под патронажа на белгийската кралица. Книгите със собствената му поезия виждат бял свят едва след падането на тоталитарния режим през 1989 г. След дълго боледуване умира на 2 май 2002 г.

## Преводаческа дейност
Георги Мицков започва литературната си кариера като преводач на поезия и рецензент на книги. Първите му отпечатани преводи са на Габриела Мистрал, Артур Лундквист, Ален Боске, Фернандо Песоа, Сен-Джон Перс, Райнер Мария Рилке, Емили Дикинсън, Тудор Аргези, Пиер Беранже и др. Участва с преводи и в ред антологии: „Антология на съвременната френска поезия“, „Антология на немската поезия“, „Антология на съвременната шведска поезия“, „Антология на унгарската поезия“, „Осем италиански поети“, „Съветски поети“, „Световни класици“, „Антология на новогръцката поезия“. Включен е в колективите, създали „Сто шедьовъра на световната любовна лирика“, „Антология на световната любовна лирика“, „Антология на съвременната английска поезия“. Превежда още Рьоне Шар, Марио Луци, Константинос Кавафис, Фридрих Хьолдерлин, Сафо, „Песен на песните“. Прави самостоятелна антология на еротичната и любовна лирика. Превежда и издава в два тома Фернандо Песоа, в отделни книги Педру Тамен и Нуно Жудис. Прави самостоятелна антология на португалската поезия, включваща 16 съвременни португалски поети. Представя ред други повече или по-малко известни световни поети за първи път на български.

### Поезия
- 1989 – „Под сянката на съдбата“
- 1991 – „Скали, облаци и безкрайност“
- 1992 – „Яростно мълчание“
- 1993 – „Яростно мълчание. Лична антология“
- 1994 – „Най-хубавите мигове“
- 1996 – „Стихотворения. Балада за най-самотния“
- 1998 – „Сонети за любовта, смъртта и вечността“
- 1999 – „Господи, къде да ида да умра“
- 2000 – „Съдба“

## Награди и отличия
- Получава наградата „Чирче Сабаудия“ за преводите си на италиански поети.[1]
- През 1998 г. получава ордена „Академични палми“ на френското правителство за многогодишно популяризиране на френската култура.[1]
- През 2000 г. Георги Мицков е удостоен с Национална награда за художествен превод „Стоян Бакърджиев“, присъждана от Община Пазарджик на български и чужди преводачи за принос в българското преводаческо изкуство за превод на поезия или проза.[4]
- През 2011 г. с решение на Общински съвет – Сливница посмъртно е удостоен със званието Почетен гражданин на община Сливница.[5]